# RIA Novosti

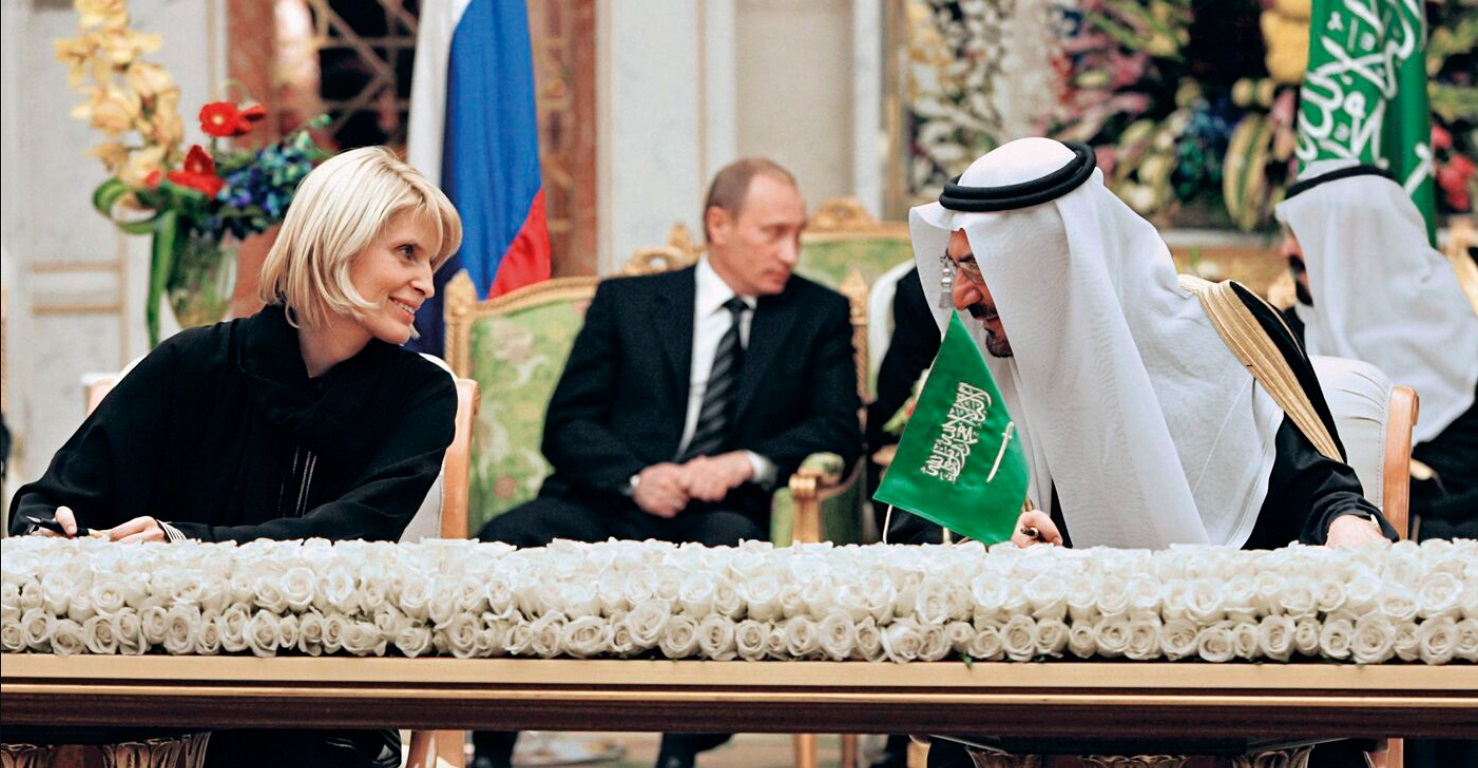
Vladimir Poetin in 2007

RIA Novosti (Russisch: РИА Новости) is een Russisch persbureau. De volledige naam is Russisch agentschap voor internationaal nieuws RIA Novosti (Russisch: Российское агентство международных новостей РИА Новости, Rossijskoje agentstvo mezjdoenarodnych novostej RIA Novosti). Het hoofdkantoor bevindt zich in de hoofdstad Moskou en de leiding is sinds 24 januari 2003 in handen van Svetlana Mironjoek.

## Geschiedenis
RIA Novosti heeft haar oorsprong in de sovjet-staatsdienst Sovinformburo, die werd opgericht in 1941. In 1961 werd Sovinformburo geherstructureerd tot Persagentschap Novosti (Agentstvo petsjati Novosti (APN)). In 1990 veranderde de naam in Informatieagentschap Novosti (IAN). In september 1991 werden IAN en het Russisch Informatie Agentschap (RIA) samengevoegd tot het Russisch Informatie Agentschap Novosti (Russisch: Российское информационное агентство Новости) en ondergebracht bij het Ministerie voor Media en Informatie. Het bedrijf is sinds 1993 per decreet van president Boris Jeltsin een informatie- en onderzoeksbureau van de staat. In 1997 werd het tv-kanaal Koeltoera opgericht in samenwerking met staatsradio- en tv-bedrijf VGTRK.

## Activiteiten
Het zwaartepunt in de berichtgeving ligt bij nieuws uit Rusland en de GOS-landen. Als zijn voornaamste waarden vermeldt het persbureau "snelheid, objectiviteit, authenticiteit en eigen opinievorming onafhankelijk van de politieke situatie".
RIA Novosti publiceert nieuwsberichten in het Russisch, Engels, Duits, Frans, Arabisch, Perzisch, Spaans, Japans en Chinees.

## Marktpositie
RIA Novosti is een van de drie grootste persbureaus van het land. De andere twee zijn ITAR-TASS, tevens het grootste en eveneens staatseigendom en Interfax, een onafhankelijk persbureau.